# Lles
Lles (oficialmente y en catalán Lles de Cerdanya) es un municipio español de la  provincia de Lérida, comunidad autónoma de Cataluña, situado en el este de la comarca de la Baja Cerdaña y en el límite con la de Alto Urgel y con Andorra.

## Geografía
Integrado en la comarca de Cerdaña, se sitúa a 162 kilómetros de Lérida. El término municipal está atravesado por la carretera nacional N-260 (Eje Pirenaico) y por una carretera local que conecta con Prulláns y Montellá Martinet. 
El relieve del municipio es fundamentalmente montañoso, al estar definido por altas cumbres pirenaicas limítrofes con Andorra, entre las que destacan Tossa Plana de Lles (2904 metros), Tossal Bovinar (2842 metros) o Monturull (2759 metros). El límite sur del municipio está marcado por el río Segre. La altitud oscila entre los 2904 metros (Tossa Plana de Lles) y los 900 metros a orillas del Segre. El pueblo se alza a 1471 metros sobre el nivel del mar. 
| Noroeste: Andorra                         | Norte: Andorra         | Nordeste: Maranges (Gerona)         |
| Oeste: Valles del Valira y El Pont de Bar |                        | Este: Bellver de Cerdaña y Prulláns |
| Suroeste: El Pont de Bar                  | Sur: Montellá Martinet | Sureste: Montellá Martinet          |

## Demografía
Cuenta con una población de 285 habitantes (INE 2024).
| Gráfica de evolución demográfica de Lles entre 1842 y 2021 |
| |
| Población de derecho según los censos de población del INE Población de hecho según los censos de población del INEEn estos censos se denominaba Lles: 1842, 1857, 1860, 1877, 1887, 1897, 1900, 1910, 1920, 1930, 1940, 1950, 1960, 1970 y 1981 Entre el censo de 1857 y el anterior, crece el término del municipio porque incorpora a 255131 (Coborríu) |

| Gráfica de evolución demográfica de Aransá entre 1842 y 1960 |
| |
| Población de derecho según los censos de población del INE Población de hecho según los censos de población del INEEn estos censos se denominaba Musa y Aransá: 1887, 1897, 1900, 1910, 1920, 1930, 1940, 1950 y 1960 Entre el censo de 1857 y el anterior, crece el término del municipio porque incorpora a 255268 (Musa) Entre el censo de 1970 y el anterior, este municipio desaparece porque se integra en el municipio 25121 (Les) |

| 1900 | 1930 | 1950 | 1970 | 1981 | 1986 |
| ---- | ---- | ---- | ---- | ---- | ---- |
| 871  | 644  | 521  | 474  | 326  | 313  |

## Economía
Agricultura, ganadería y explotación forestal. Turismo (tanto en invierno como en verano).

## Clima
En el pueblo de Lles:
- Agosto (mes más cálido): 17 °C
- Enero (mes más frío): -2 °C
- Media anual: 7,4 °C
- Precipitación anual: 1026

mm.

## Historia
El municipio pasó a incorporar el de Musa y Aransa el 25 de octubre de 1966.

## Entidades de población
- Aransa
- Lles
- Musa
- Traveseras
- Viliella

## Lugares de interés
- Iglesia de San Fructuoso, de estilo románico, en Musa.
- Ruinas del castillo de Traveseras.
- Cal Mariano y visita guiada de la Señora Carmeta por el pueblo.